# Franck Solforosi
Franck Robert Bernard Solforosi (Lyon, 10 de septiembre de 1984) es un deportista francés que compitió en remo.
Participó en tres Juegos Olímpicos de Verano, obteniendo una medalla de bronce en Río de Janeiro 2016, en la prueba de cuatro sin timonel ligero, el cuarto lugar en Pekín 2008 y el séptimo en Londres 2012, en la misma prueba.
Ganó cinco medallas en el Campeonato Mundial de Remo entre los años 2004 y 2015, y cuatro medallas en el Campeonato Europeo de Remo entre los años 2009 y 2015.

## Palmarés internacional
| Juegos Olímpicos   | Juegos Olímpicos        | Juegos Olímpicos  | Juegos Olímpicos          |
| Año                | Lugar                   | Medalla           | Prueba                    |
| ------------------ | ----------------------- | ----------------- | ------------------------- |
| 2016               | Río de Janeiro (Brasil) | Medalla de bronce | Cuatro sin timonel ligero |
| Campeonato Mundial |                         |                   |                           |
| Año                | Lugar                   | Medalla           | Prueba                    |
| 2004               | Bañolas (España)        | Medalla de oro    | Ocho con timonel ligero   |
| 2005               | Kaizu (Japón)           | Medalla de oro    | Cuatro sin timonel ligero |
| 2006               | Eton (Reino Unido)      | Medalla de plata  | Cuatro sin timonel ligero |
| 2007               | Múnich (Alemania)       | Medalla de plata  | Cuatro sin timonel ligero |
| 2015               | Aiguebelette (Francia)  | Medalla de bronce | Cuatro sin timonel ligero |
| Campeonato Europeo |                         |                   |                           |
| Año                | Lugar                   | Medalla           | Prueba                    |
| 2009               | Brest (Bielorrusia)     | Medalla de oro    | Cuatro sin timonel ligero |
| 2013               | Sevilla (España)        | Medalla de bronce | Cuatro sin timonel ligero |
| 2014               | Belgrado (Serbia)       | Medalla de bronce | Cuatro sin timonel ligero |
| 2015               | Poznań (Polonia)        | Medalla de plata  | Cuatro sin timonel ligero |